# Список альбомов электронной музыки № 1 2001 года (Billboard)
Список альбомов электронной музыки № 1 2001 года по версии Billboard включает альбомы электронной музыки, занимавшие 1 место в хит-параде Dance/Electronic Albums в 2001 году. Определение лучших альбомов в чарте основано на данных о физических продажах, получаемых при помощи системы Nielsen Soundscan и о лицензированных продажах через интернет-магазины. В него могут входить альбомы в стиле хаус, техно, IDM, транс, а также поп-ориентированная танцевальная музыка и хип-хоп с элементами электроники, ремикс-альбомы, сборники диджеев, саундтреки к фильмам, с преобладанием электронной и танцевальной направленности. Первый выпуск чарта появился 30 июня 2001 года.

## Список альбомов
| Дата        | Альбом                  | Исполнитель        | Источник |
| ----------- | ----------------------- | ------------------ | -------- |
| 30 июня     | Lara Croft: Tomb Raider | Саундтрек          | [ 1 ]    |
| 7 июля      | Lara Croft: Tomb Raider | Саундтрек          | [ 2 ]    |
| 14 июля     | Lara Croft: Tomb Raider | Саундтрек          | [ 3 ]    |
| 21 июля     | Totally Dance           | Сборник            | [ 4 ]    |
| 28 июля     | Totally Dance           | Сборник            | [ 5 ]    |
| 4 августа   | Totally Dance           | Сборник            | [ 6 ]    |
| 11 августа  | Totally Dance           | Сборник            | [ 7 ]    |
| 18 августа  | Tweekend                | The Crystal Method | [ 8 ]    |
| 25 августа  | Tweekend                | The Crystal Method | [ 9 ]    |
| 1 сентября  | Tweekend                | The Crystal Method | [ 10 ]   |
| 8 сентября  | Tweekend                | The Crystal Method | [ 11 ]   |
| 15 сентября | Vespertine              | Бьорк              | [ 12 ]   |
| 22 сентября | Vespertine              | Бьорк              | [ 13 ]   |
| 29 сентября | A Funk Odyssey          | Jamiroquai         | [ 14 ]   |
| 6 октября   | Vespertine              | Бьорк              | [ 15 ]   |
| 13 октября  | Pulse                   | Сборник            | [ 16 ]   |
| 20 октября  | Beautiful Garbage       | Garbage            | [ 17 ]   |
| 27 октября  | Beautiful Garbage       | Garbage            | [ 18 ]   |
| 3 ноября    | Beautiful Garbage       | Garbage            | [ 19 ]   |
| 10 ноября   | Beautiful Garbage       | Garbage            | [ 20 ]   |
| 17 ноября   | Beautiful Garbage       | Garbage            | [ 21 ]   |
| 24 ноября   | Beautiful Garbage       | Garbage            | [ 22 ]   |
| 1 декабря   | Beautiful Garbage       | Garbage            | [ 23 ]   |
| 8 декабря   | Pulse                   | Сборник            | [ 24 ]   |
| 15 декабря  | Pulse                   | Сборник            | [ 25 ]   |
| 22 декабря  | Pulse                   | Сборник            | [ 26 ]   |
| 29 декабря  | Pulse                   | Сборник            | [ 27 ]   |